# Alberto Contador
Alberto Contador Velasco (sinh 6 tháng 12 năm 1982 tại Pinto, Madrid) là một vận động viên đua xe đạp chuyên nghiệp của UCI ProTeam. Anh đoạt giải Tour de France 2007, Giro d'Italia 2008, Vuelta a España 2008 và Tour de France 2009. Anh là tay đua thứ năm trong lịch sử và người Tây Ban Nha đầu tiên đoạt cả ba giải đua xe đạp Grand Tours.